# Schefflera megacarpa
Schefflera megacarpa är en araliaväxtart som beskrevs av Alwyn Howard Gentry. Schefflera megacarpa ingår i släktet Schefflera och familjen araliaväxter. Inga underarter finns listade.